# 홍서율
홍서율(1988년 11월 21일 ~ )은 대한민국의 레이싱 모델이다.

## 경력

### 레이싱모델 경력
- 2017년 - 서울모터쇼 만도 모델
- 2016년 - 서울오토살롱 루마 레이싱모델
- 2016년 - 서울모터사이클쇼 레이싱모델
- 2015년 - 서울모터쇼 만도 모델
- 2014년 - 서울오토살롱 레이싱모델
- 2013년 - 서울오토살롱 레이싱모델
- 2013년 - 서울모터쇼 인피니티 모델
- 2012년 - 서울오토살롱 레이싱모델
- 2012년 - 부산국제모터쇼 현대자동차 모델
- 2011년 - 서울모터쇼 모델
- 2011년 - 티빙 슈퍼레이스 챔피언십 인제오토피아 킥스레이싱 레이싱모델